# خانم لطيف
خانم رحيم لطيف (من مواليد 1 يناير 1969 في السليمانية، العراق) هي ناشطة ليبرالية تدافع عن حقوق المرأة في كردستان العراق تسعى للدفاع عن المساواة وحماية النساء الهاربات من العنف القائم على نوع الجنس والقتل بدافع الشرف.

## بداياتها
خانم لديها بكالوريوس في القانون والعلوم السياسية سنة 2014-2015 من جامعة تطويرالعلوم الإنسانية في قرداغ، السليمانية ودبلوم في ممارسة العمل الاجتماعي من جامعة كنيسة كانتربري في المملكة المتحدة في عام 2006.

## تاريخها المهني
انضمت خانم لحركة حقوق المرأة في كردستان في عام 2000. وفي عام 2002، أسست أول مركز لحماية النساء لتوفير ملجأ لضحايا العنف القائم على نوع الجنس وجرائم الشرف. تم تعيينها في مديرة أسودا، أول منظمة غير حكومية مستقلة تعمل على مناهضة العنف ضد المرأة في العراق ومقرها في مدينة السليمانية. نشرت خانم عدة كتيبات وكتب كما ترجمت العديد من الوثائق والاتفاقيات الدولية المتعلقة بحقوق المرأة إلى اللغة الكردية مثل اتفاقية سيداو.

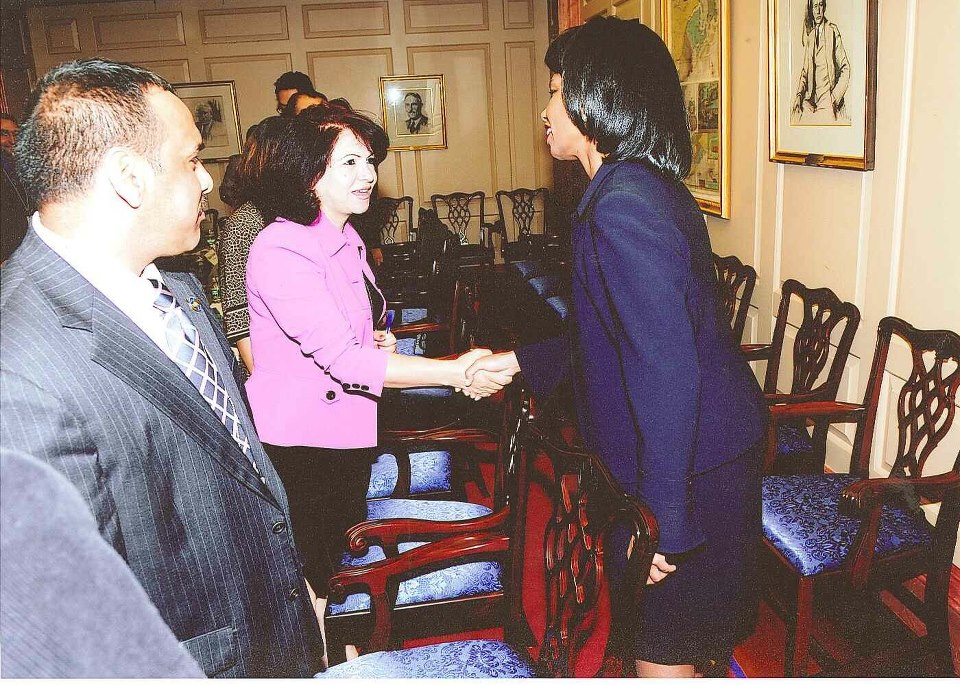
في اجتماع مع وزريرة الخارجية الامريكية السابقة كوندوليزا رايس كوندوليزا رايس في وزرارة الخارجية الأمريكية في واشنطن 2008

خانم عضوة في منظمة فرونتلاين ديفيندرز الدولية منذ عام 2010، وهي عضوة في المؤتمر الوطني الكردي (KNK) منذ عام 2011، خانم عضوة في منظمة العفو الدولية منذ عام 2006. وقد عملت على نطاق واسع في الأنشطة المتعلقة بقرار مجلس الأمن الدولي رقم 1325 - UNSCR1325 في العراق وكردستان ووهي عضوة مؤسسة في تحالف خطة العمل الوطنية العراقية (INAP) الخاص بقرار 1325. خانم أيضا مستشارة الصندوق العالمي للنساء لمنطقة الشرق الأوسط وشمال أفريقيا. خانم هي أيضا عضو في شبكة التوعية الشرف القائم على العنف.
تم اختيار خانم كمرشحة مستقلة لانتخابات المجلس الوطني العراقي (البرلمان) في انتخابات عام 2005. حضرت العديد من المؤتمرات وورش العمل والندوات الخاصة بحقوق الإنسان وحقوق المرأة على وجه خاص في بغداد ومدن عراقية أخرى. كما شاركت في الحملة الخاصة الداعية إلى تخصيص نسبة 25٪ لمشاركة المرأة في السلطة التشريعية / الجمعية الوطنية العراقية.
وقد تم اختيار خانم كمرشحة لنيل جائزة المرأة الشجاعة وزارة الخارجية الأمريكية عام 2008
خانم تساهم في العديد من تقارير المنظمات ووسائل الإعلام حول قضايا المرأة في كردستان والعراق الدولية والمحلية تتحدث باستمرار لوسائل الإعلام الدولية كمصدر للمعلومات فيما يتعلق بحقوق المرأة في العراق.
خانم تشارك أيضا بانتظام في المؤتمرات والمناسبات الدولية والإقليمية والمحلية حول حقوق المرأة والعنف الجنسي في العراق.

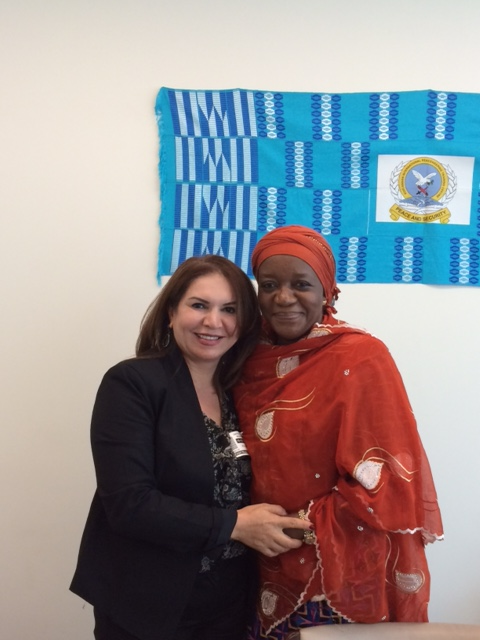
خاتم مع زينب بانكورا في نيويورك, مارس 2016

في عام 2014، بعد حملة داعش ضد السكان اليزيدية في المنطقة، ساهمت خانم للبحث عن النساء الناجيات في المباني المهجورة وملاجئ مؤقتة. اكتشفت أن داعش خطفت 2000 امرأة على الاقل خلال الهجوم. كما بدأت بعض النساء المختطفين من الهرب، سعت خانم بها وعرضت الرعاية أسودا. علمت خانم أن النساء يتعرضون للتعذيب، البيع، الاعتداء الجنسي ويجبرن على العمل ونشر هذه الفظائع محليا وعالميا.

## الحياة الشخصية
خانم متزوجة لكمال رؤوف، صحفي في كردستان العراق ومدير شركة شاربريس للنشر والمطبوعات ولديها طفلة.

## الجوائز
تقديرا لعملها والمساهمة في حقوق المرأة في العراق، تم تكريم خانم بجائزة فايتل فويسس الدولية للنساء القياديات لحقوق الإنسان. تم تكريمها في 9 مارس 2016 خلال حفل أقيم في مركز كينيدي في واشنطن العاصمة. تم تكريم خانم جنبا مع ثلاثة ناشطات آخريات: حفصة أبيولا-كوستيلو، أكانكشا هزاري ويواني سانشيز